# Xylotrechus antilope
Xylotrechus antilope là một loài bọ cánh cứng trong họ Cerambycidae.

## Hình ảnh

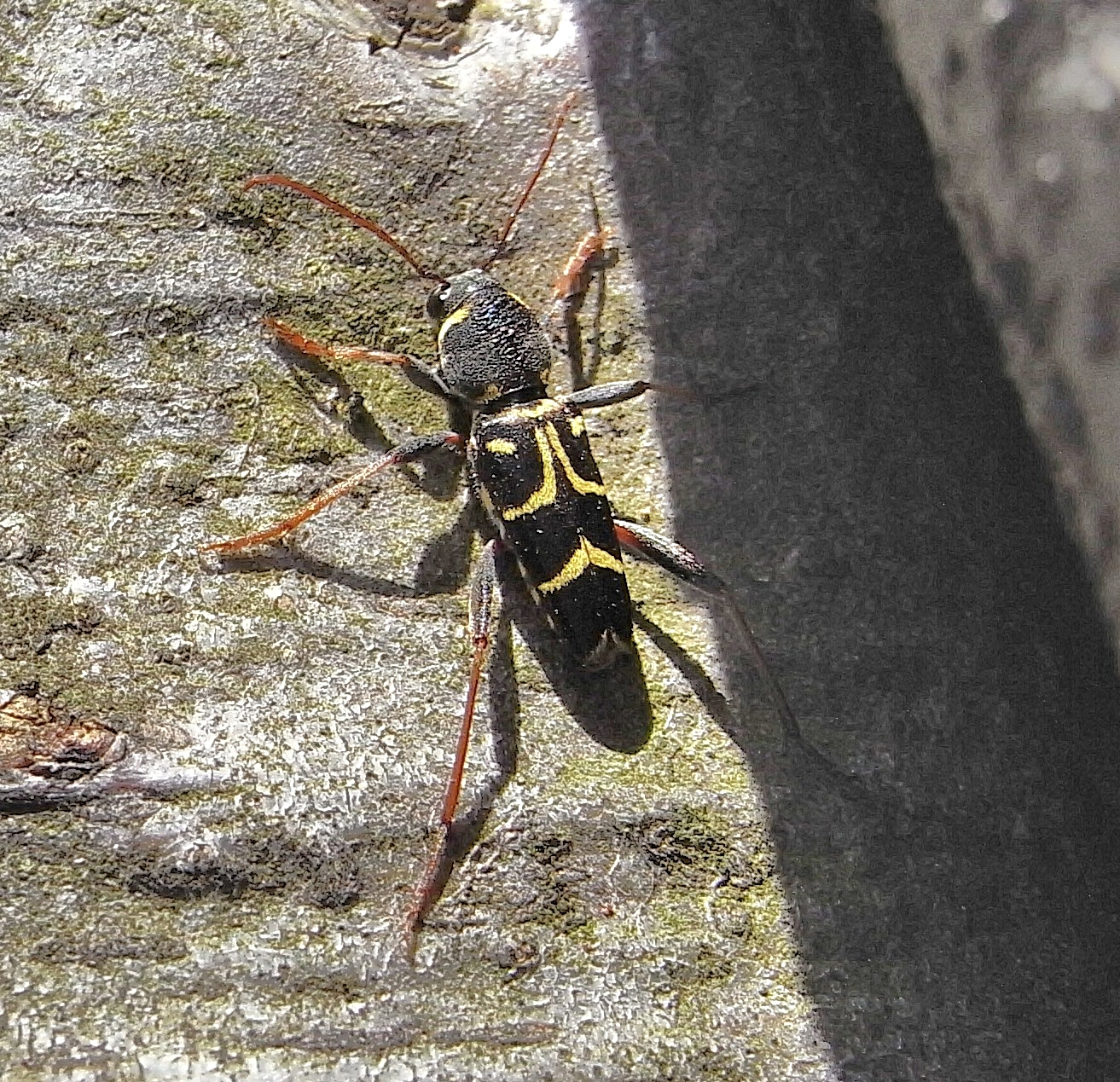